# Beißkraft
Die Beißkraft, auch Bisskraft genannt, gibt an, wie hoch die Kraft des Kiefers bei einem Biss in Newton pro Quadratzentimeter (N cm−2) ist. Es handelt sich also nicht um die Angabe einer Kraft, sondern um einen Druck, daher könnte es auch Beißdruck oder Kieferschließdruck heißen. Zum Vergleich bzw. zur Einordnung: Ein (Beiß-)Druck von 10 N/cm2 entspricht einem Druck von 1 bar.
Generell gilt, je größer das Tier, desto höher ist auch die Beißkraft.
Der Beißkraft-Quotient (BKQ) ist der Quotient aus Beißkraft und Körpermasse.

## Werte von Beißkraft und von Beißkraft-Quotienten
Der Weiße Hai gilt heute als das noch lebende Tier mit der größten Beißkraft von 18.216 N cm−2, was allerdings bislang nur in Computermodellen errechnet wurde. Die tatsächlich höchste gemessene Beißkraft stammt bisher vom Leistenkrokodil mit 16.143 N cm−2. Der Schwarze Piranha ist das Tier mit dem höchsten Beißkraftquotienten. Der vor 2,5 Millionen Jahren ausgestorbene Riesenhai Megalodon könnte das Tier mit der höchsten Beißkraft sein, das jemals gelebt hat. Berechnungen für das ausgestorbene Krokodil Purussaurus zeigen ebenfalls eine außerordentlich hohe Beißkraft.
Generell muss zwischen der Beißkraft im vorderen und hinteren Gebiss unterschieden werden. So erreicht die Beißkraft eines Weißen Hais von 3,3 t Gewicht im vorderen Gebiss nur die Hälfte des Wertes im Vergleich zum hinteren (9.320 gegenüber 18.216 N cm−2), ähnliches wird für Megalodon angenommen (55.522 gegenüber 108.514 N cm−2 bei einem Gewicht von rund 48 t). Dies ist auch beim Tötungsbiss der Raubtiere von Bedeutung, der über die Eckzähne erfolgt. Ein Löwe von 267 kg Körpergewicht besitzt hier eine Beißkraft von 3.388 N cm−2. Für einen entsprechend 229 kg schweren Vertreter der Säbelzahnkatze Smilodon ließen sich Werte von 1.104 N cm−2 errechnen. Hier wirken aber zahlreiche andere Faktoren mit ein, wie Form der Zähne, daran angepasste Jagdtaktiken und dadurch variablen Körpereinsatz und ähnliches. Die Werte der folgenden Tabelle sind daher nur bedingt vergleichbar.
| Tier                  | Körper- gewicht in kg | Beißkraft in N cm−2 | BKQ   |
| --------------------- | --------------------- | ------------------- | ----- |
| Mensch                | 80                    | 390                 | 4,9   |
| Megalodon             | 47.690                | 108.514             | 2,3   |
| Purussaurus           | 8.424                 | 69.039              | 8,2   |
| Tyrannosaurus rex     | 6.800                 | 30.380              | 4,5   |
| Weißer Hai            | 3.300                 | 18.216              | 5,5   |
| Basilosaurus          | 15.000                | 16.461              | 1,1   |
| Leistenkrokodil       | 531                   | 16.143              | 30,4  |
| Mississippi-Alligator | 297                   | 9.452               | 31,8  |
| Hyäne                 | 69                    | 9.000               | 130,0 |
| Löwe                  | 290                   | 1.768               | 6,0   |
| Beutellöwe            | 109                   | 1.692               | 15,5  |
| Tiger                 | 187                   | 1.525               | 8,2   |
| Wolf                  | 35                    | 593                 | 16,9  |
| Beutelteufel          | 12                    | 418                 | 34,8  |
| Schwarzer Piranha     | 1,1                   | 320                 | 290,9 |
| Wildkatze             | 3                     | 56                  | 18,7  |